# Буонконвенто
Буонконвенто (італ. Buonconvento) — муніципалітет в Італії, у регіоні Тоскана,  провінція Сієна.
Буонконвенто розташоване на відстані близько 165 км на північний захід від Рима, 75 км на південь від Флоренції, 26 км на південний схід від Сієни.
Населення — 3222 особи (2014).
Щорічний фестиваль відбувається 29 червня. Покровитель — Петро (апостол).

## Демографія
Населення за роками:

Станом на 1 січня 2023 року в муніципалітеті офіційно проживало 290 іноземців з 39 країн, серед них 101 громадянин країн Євросоюзу та 9 громадян України.

## Уродженці
- Мауро Беллуджі (*1950) — відомий у минулому італійський футболіст, захисник.

## Сусідні муніципалітети
- Ашано
- Монтальчино
- Монтероні-д'Арбія
- Мурло
- Сан-Джованні-д'Ассо